# Lijst van onroerend erfgoed in Zaventem
Een overzicht van het onroerend erfgoed in de gemeente Zaventem. Het onroerend erfgoed maakt deel uit van het cultureel erfgoed in België.

## Bouwkundig erfgoed
| Object                                                               | Erfgoedstatus?                   | Bouwjaar of architect | Deelgemeente        | Adres                                                | Coördinaten                   | Nummer? | Afbeelding                                                           |
| -------------------------------------------------------------------- | -------------------------------- | --------------------- | ------------------- | ---------------------------------------------------- | ----------------------------- | ------- | -------------------------------------------------------------------- |
| Parochiekerk Sint-Martinus                                           | Monument                         |                       | Zaventem            | Kerkplein                                            | 50° 52' 53" NB, 4° 28' 25" OL | 40871   | Parochiekerk Sint-Martinus                                           |
| Kapel Onze-Lieve-Vrouw van Bijstand                                  |                                  |                       | Zaventem            | Michielsstraat                                       | 50° 52' 53" NB, 4° 29' 11" OL | 40874   | Kapel Onze-Lieve-Vrouw van Bijstand                                  |
| Poortgebouw van Pachthof Beckx                                       |                                  |                       | Zaventem            | Kouterweg 8-12                                       | 50° 52' 45" NB, 4° 28' 42" OL | 40875   | Poortgebouw van Pachthof Beckx                                       |
| Kasteel Val Marie                                                    |                                  |                       | Zaventem            | Parklaan 1                                           | 50° 52' 45" NB, 4° 28' 32" OL | 40876   | Kasteel Val Marie                                                    |
| 18de-eeuws pand                                                      |                                  |                       | Zaventem            | Hector Henneaulaan 136                               | 50° 52' 49" NB, 4° 28' 8" OL  | 40877   | 18de-eeuws pand                                                      |
| Huis vanden Bossche, eertijds Hof ter Beke                           |                                  |                       | Zaventem            | Hector Henneaulaan 160-162                           | 50° 52' 51" NB, 4° 28' 3" OL  | 40878   | Huis vanden Bossche, eertijds Hof ter Beke                           |
| Stockmansmolen, eertijds Hof ter Beke                                |                                  |                       | Zaventem            | Hector Henneaulaan 164                               | 50° 52' 52" NB, 4° 27' 60" OL | 40879   | Stockmansmolen, eertijds Hof ter Beke                                |
| Boerenhuisjes                                                        |                                  |                       | Zaventem            | Imbroekstraat 24-26, 30                              | 50° 52' 54" NB, 4° 28' 49" OL | 40880   | Boerenhuisjes                                                        |
| Overblijfsel van een kleine hoeve                                    |                                  |                       | Zaventem            | Imbroekstraat 31                                     | 50° 52' 57" NB, 4° 28' 51" OL | 40881   | Overblijfsel van een kleine hoeve                                    |
| Hoevetjes (gesloopt)                                                 |                                  |                       | Zaventem            | Imbroekstraat 53-55                                  | 50° 52' 55" NB, 4° 28' 54" OL | 40885   | Hoevetjes (gesloopt)                                                 |
| Hotel de Boisschot                                                   | Monument                         |                       | Zaventem            | Kerkplein 1                                          | 50° 52' 52" NB, 4° 28' 23" OL | 40886   | Hotel de Boisschot                                                   |
| Burgerhuis                                                           |                                  |                       | Zaventem            | Kerkplein 5, 6                                       | 50° 52' 51" NB, 4° 28' 25" OL | 40887   | Burgerhuis                                                           |
| Stadswoningen                                                        |                                  |                       | Zaventem            | Kerkplein 12, 13 Parklaan 24                         | 50° 52' 52" NB, 4° 28' 28" OL | 40888   | Stadswoningen                                                        |
| Hotel de Boisschot                                                   | Monument                         |                       | Zaventem            | Kerkstraat 1-3                                       | 50° 52' 52" NB, 4° 28' 22" OL | 40889   | Hotel de Boisschot                                                   |
| Dorpswoningen                                                        |                                  |                       | Zaventem            | Kleine Daalstraat 38-40                              | 50° 52' 50" NB, 4° 28' 8" OL  | 40891   | Dorpswoningen                                                        |
| Luchthaven Brussel Nationaal                                         |                                  |                       | Zaventem            | Luchthaven Nationaal 1                               | 50° 53' 51" NB, 4° 29' 4" OL  | 40894   | Luchthaven Brussel Nationaal                                         |
| Boerenhuis (verbouwd)                                                |                                  |                       | Zaventem            | Michielsstraat 9                                     | 50° 52' 56" NB, 4° 29' 11" OL | 40897   | Boerenhuis (verbouwd)                                                |
| Boerenarbeiderswoningen (verbouwd)                                   |                                  |                       | Zaventem            | Michielsstraat 11-13                                 | 50° 52' 55" NB, 4° 29' 12" OL | 40898   | Boerenarbeiderswoningen (verbouwd)                                   |
| Geboortehuis Hendrik van Gameren                                     |                                  |                       | Zaventem            | Parklaan 15                                          | 50° 52' 53" NB, 4° 28' 29" OL | 40902   | Geboortehuis Hendrik van Gameren                                     |
| Woonhuizen                                                           | dorpsgezicht                     |                       | Zaventem            | Vijverstraat 2-6                                     | 50° 52' 51" NB, 4° 28' 24" OL | 40904   | Woonhuizen                                                           |
| Parochiekerk Sint-Lambertus                                          | Monument                         |                       | Nossegem            | Sint-Lambertusstraat                                 | 50° 52' 52" NB, 4° 30' 10" OL | 40907   | Parochiekerk Sint-Lambertus                                          |
| Onze-Lieve-Vrouwekapel                                               |                                  |                       | Nossegem            | Weynboslaan                                          | 50° 52' 54" NB, 4° 30' 1" OL  | 40908   | Onze-Lieve-Vrouwekapel                                               |
| Onze-Lieve-Vrouwekapel                                               |                                  |                       | Nossegem            | Leuvensesteenweg                                     | 50° 52' 51" NB, 4° 31' 1" OL  | 40909   | Onze-Lieve-Vrouwekapel                                               |
| Pastorie Sint-Lambertusparochie                                      | Monument                         |                       | Nossegem            | Sint-Lambertusstraat 16                              | 50° 52' 48" NB, 4° 30' 10" OL | 40910   | Pastorie Sint-Lambertusparochie                                      |
| Gesloten hoeve                                                       |                                  |                       | Nossegem            | Sint-Lambertusstraat 1                               | 50° 52' 49" NB, 4° 30' 18" OL | 40911   | Gesloten hoeve                                                       |
| Boerenhuis                                                           |                                  |                       | Nossegem            | Leuvensesteenweg 662                                 | 50° 52' 43" NB, 4° 30' 34" OL | 40912   | Boerenhuis                                                           |
| Afspanning In de Houten Pomp (gesloopt)                              |                                  |                       | Nossegem            | Leuvensesteenweg 678                                 | 50° 52' 44" NB, 4° 30' 39" OL | 40913   | Afspanning In de Houten Pomp (gesloopt)                              |
| Hoevetje                                                             |                                  |                       | Nossegem            | Namenstraat 23                                       | 50° 52' 50" NB, 4° 30' 19" OL | 40916   | Hoevetje                                                             |
| Rondboogpoort van zandsteen                                          |                                  |                       | Nossegem            | Pachthofstraat                                       | 50° 52' 45" NB, 4° 30' 20" OL | 40918   | Rondboogpoort van zandsteen                                          |
| Afspanning De Leeuw                                                  |                                  |                       | Nossegem            | Dewandelaerstraat 40                                 | 50° 52' 25" NB, 4° 31' 27" OL | 40919   | Afspanning De Leeuw                                                  |
| Parochiekerk Sint-Stephanus                                          | orgel (monument)                 |                       | Sint-Stevens-Woluwe | Sint-Stefaansstraat                                  | 50° 52' 10" NB, 4° 27' 2" OL  | 40921   | Parochiekerk Sint-Stephanus                                          |
| Rijhuis                                                              |                                  |                       | Sint-Stevens-Woluwe | Sint-Stefaansstraat 9                                | 50° 52' 6" NB, 4° 26' 56" OL  | 40924   | Rijhuis                                                              |
| Hof Kleinenberg                                                      | Monument                         |                       | Sint-Stevens-Woluwe | Kleinenbergstraat 97                                 | 50° 51' 32" NB, 4° 26' 46" OL | 40925   | Hof Kleinenberg                                                      |
| Parochiekerk Sint-Pancratius                                         | Monument                         |                       | Sterrebeek          | Dorp                                                 | 50° 51' 42" NB, 4° 30' 44" OL | 40929   | Parochiekerk Sint-Pancratius                                         |
| Kasteel Ter Meeren en donjon                                         | Monument: kasteel, aanhorigheden |                       | Sterrebeek          | Mechelsesteenweg 98                                  | 50° 51' 19" NB, 4° 30' 32" OL | 40930   | Kasteel Ter Meeren en donjon                                         |
| Kasteel van Sterrebeek                                               | Monument                         |                       | Sterrebeek          | Zavelstraat 2                                        | 50° 51' 36" NB, 4° 30' 34" OL | 40931   | Kasteel van Sterrebeek                                               |
| Gesloten hoeve                                                       |                                  |                       | Sterrebeek          | Frans Peetersstraat 34                               | 50° 51' 29" NB, 4° 30' 57" OL | 40933   | Gesloten hoeve                                                       |
| Huis 1786                                                            |                                  |                       | Sterrebeek          | Kerkdries 4-6                                        | 50° 51' 41" NB, 4° 30' 47" OL | 40934   | Huis 1786                                                            |
| Tweeverdiepingshuis                                                  |                                  |                       | Sterrebeek          | Kerkdries 8-10                                       | 50° 51' 40" NB, 4° 30' 46" OL | 40935   | Tweeverdiepingshuis                                                  |
| Eénlaags huis 1768                                                   |                                  |                       | Sterrebeek          | Kerkdries 12                                         | 50° 51' 40" NB, 4° 30' 47" OL | 40936   | Eénlaags huis 1768                                                   |
| Pastorie Sint-Pancratiusparochie                                     | dorpsgezicht                     |                       | Sterrebeek          | Kerkdries 26                                         | 50° 51' 41" NB, 4° 30' 43" OL | 40937   | Pastorie Sint-Pancratiusparochie                                     |
| Tweeverdiepingshuis                                                  |                                  |                       | Sterrebeek          | Dorp 5-7                                             | 50° 51' 42" NB, 4° 30' 48" OL | 40938   | Tweeverdiepingshuis                                                  |
| Tweeverdiepingshuis                                                  |                                  |                       | Sterrebeek          | Dorp 9                                               | 50° 51' 42" NB, 4° 30' 47" OL | 40939   | Tweeverdiepingshuis                                                  |
| Oud gemeentehuis Sterrebeek                                          | dorpsgezicht                     |                       | Sterrebeek          | Dorp 26-30                                           | 50° 51' 42" NB, 4° 30' 43" OL | 40940   | Oud gemeentehuis Sterrebeek                                          |
| Lagaekasteeltje in neotraditionele stijl                             |                                  |                       | Sterrebeek          | Mechelsesteenweg 333                                 | 50° 52' 3" NB, 4° 30' 46" OL  | 40941   | Lagaekasteeltje in neotraditionele stijl                             |
| Gesloten hoeve Herinckxpachthof                                      |                                  |                       | Sterrebeek          | Grote Geeststraat 10                                 | 50° 51' 7" NB, 4° 30' 21" OL  | 40942   | Gesloten hoeve Herinckxpachthof                                      |
| Dorpswoning                                                          |                                  |                       | Sterrebeek          | Nieuwstraat 39                                       | 50° 51' 43" NB, 4° 30' 45" OL | 40943   | Dorpswoning                                                          |
| Jagershoeve                                                          |                                  |                       | Sterrebeek          | Frans Peetersstraat 15                               | 50° 51' 29" NB, 4° 30' 53" OL | 40944   | Jagershoeve                                                          |
| Dienstgebouw                                                         |                                  |                       | Sterrebeek          | Zavelstraat 11                                       | 50° 51' 45" NB, 4° 30' 40" OL | 40945   | Dienstgebouw                                                         |
| Dorpswoning van 1871                                                 |                                  |                       | Sterrebeek          | Zavelstraat 19                                       | 50° 51' 46" NB, 4° 30' 39" OL | 40946   | Dorpswoning van 1871                                                 |
| Boerenhuis                                                           |                                  |                       | Sterrebeek          | Oude Baan 123-125                                    | 50° 52' 21" NB, 4° 31' 23" OL | 40947   | Boerenhuis                                                           |
| Boerenhuis, 1859                                                     |                                  |                       | Sterrebeek          | Oude Baan 129                                        | 50° 52' 22" NB, 4° 31' 25" OL | 40948   | Boerenhuis, 1859                                                     |
| Sint-Jozefscentrum                                                   |                                  |                       | Zaventem            | Groenstraat                                          |                               | 201364  | Sint-Jozefscentrum                                                   |
| Domein van Guillaume Lambert                                         |                                  |                       | Zaventem            | Kleine Daalstraat 88-90                              |                               | 215265  | Domein van Guillaume Lambert                                         |
| Eenheidsbebouwing                                                    |                                  |                       | Zaventem            | Kleine Daalstraat 37-41                              |                               | 215266  | Eenheidsbebouwing                                                    |
| Villa                                                                |                                  |                       | Nossegem            | Van Espenlaan 45                                     |                               | 215386  | Villa                                                                |
| Pastorie en onderpastorie Sint-Martinusparochie                      |                                  |                       | Zaventem            | Kerkplein 16, 17                                     |                               | 215408  | Pastorie en onderpastorie Sint-Martinusparochie                      |
| Dorpswoning                                                          |                                  |                       | Nossegem            | Burggrachtstraat 6                                   |                               | 215426  | Dorpswoning                                                          |
| Dorpswoning                                                          |                                  |                       | Nossegem            | Burggrachtstraat 18-20                               |                               | 215427  | Dorpswoning                                                          |
| Dorpswoning van 1906                                                 |                                  |                       | Nossegem            | Driesplein 6                                         |                               | 215428  | Dorpswoning van 1906                                                 |
| Burgerhuis                                                           |                                  |                       | Nossegem            | Guldendelle 6, 12                                    |                               | 215429  | Burgerhuis                                                           |
| Gekoppelde burgerhuizen                                              |                                  |                       | Nossegem            | Guldendelle 7-9, 11, 13, 13A                         |                               | 215430  | Gekoppelde burgerhuizen                                              |
| Gekoppelde burgerhuizen                                              |                                  |                       | Nossegem            | Guldendelle 7-9, 11, 13, 13A                         |                               | 215430  | Gekoppelde burgerhuizen                                              |
| Villa                                                                |                                  |                       | Nossegem            | Guldendelle 15                                       |                               | 215431  | Villa                                                                |
| Klooster Clair Manoir (gesloopt)                                     |                                  |                       | Nossegem            | Leuvensesteenweg 649                                 |                               | 215432  | Klooster Clair Manoir (gesloopt)                                     |
| Gemeentehuis van Nossegem en achterliggende meisjesschool (gesloopt) |                                  |                       | Nossegem            | Leuvensesteenweg 653                                 |                               | 215433  | Gemeentehuis van Nossegem en achterliggende meisjesschool (gesloopt) |
| Burgerhuis                                                           |                                  |                       | Nossegem            | Leuvensesteenweg 677                                 |                               | 215434  | Burgerhuis                                                           |
| Landhuis Familie Van Meerbeek                                        |                                  |                       | Nossegem            | Leuvensesteenweg 702                                 |                               | 215435  | Landhuis Familie Van Meerbeek                                        |
| Villa Vogelzang                                                      |                                  |                       | Nossegem            | Leuvensesteenweg 706                                 |                               | 215436  | Villa Vogelzang                                                      |
| Eenheidsbebouwing van burgerhuizen                                   |                                  |                       | Nossegem            | Mechelsesteenweg 537-541                             |                               | 215437  | Eenheidsbebouwing van burgerhuizen                                   |
| Dorpswoning                                                          |                                  |                       | Nossegem            | Mechelsesteenweg 555                                 |                               | 215438  | Dorpswoning                                                          |
| Burgerhuis met atelier                                               |                                  |                       | Nossegem            | Mechelsesteenweg 557                                 |                               | 215439  | Burgerhuis met atelier                                               |
| Villa Anna Flora met druivenserre                                    |                                  |                       | Nossegem            | Mechelsesteenweg 562                                 |                               | 215440  | Villa Anna Flora met druivenserre                                    |
| Villa Alouette                                                       |                                  |                       | Nossegem            | Mechelsesteenweg 591                                 |                               | 215441  | Villa Alouette                                                       |
| Villa Wildsanck                                                      |                                  |                       | Nossegem            | Mechelsesteenweg 597                                 |                               | 215442  | Villa Wildsanck                                                      |
| Begraafplaats                                                        |                                  |                       | Nossegem            | Namenstraat 60                                       |                               | 215443  | Begraafplaats                                                        |
| Oorlogsmonument van de hand van Pieter Braecke                       |                                  |                       | Nossegem            | Sint-Lambertusstraat                                 |                               | 215444  | Oorlogsmonument van de hand van Pieter Braecke                       |
| Wegkapel toegewijd aan Maria Onbevlekte Maagd                        |                                  |                       | Nossegem            | Weiveldlaan                                          |                               | 215445  | Wegkapel toegewijd aan Maria Onbevlekte Maagd                        |
| Hoeve                                                                |                                  |                       | Nossegem            | Burggrachtstraat 22                                  |                               | 215447  | Hoeve                                                                |
| Villa Moens                                                          |                                  |                       | Nossegem            | Mechelsesteenweg 517                                 |                               | 215689  | Villa Moens                                                          |
| Burgerhuis                                                           |                                  |                       | Sint-Stevens-Woluwe | Bareelstraat 18                                      |                               | 215743  | Burgerhuis                                                           |
| Modernistische bungalow                                              |                                  |                       | Sint-Stevens-Woluwe | Bareelstraat 20                                      |                               | 215744  | Modernistische bungalow                                              |
| Herdenkingsmonument Hulde aan de Luchtmacht                          |                                  |                       | Sint-Stevens-Woluwe | Bevrijdingslaan                                      |                               | 215745  | Herdenkingsmonument Hulde aan de Luchtmacht                          |
| Herdenkingsmonument Hulde aan de Luchtmacht (detail)                 |                                  |                       | Sint-Stevens-Woluwe | Bevrijdingslaan                                      |                               | 215745  | Herdenkingsmonument Hulde aan de Luchtmacht (detail)                 |
| Woonhuis met sculptuur van beeldhouwer Oscar De Clerck               |                                  |                       | Sint-Stevens-Woluwe | Bevrijdingslaan 25                                   |                               | 215746  | Woonhuis met sculptuur van beeldhouwer Oscar De Clerck               |
| Pastorie van de Sint-Stephanusparochie                               |                                  |                       | Sint-Stevens-Woluwe | Kleine Kerkstraat 15                                 |                               | 215747  | Pastorie van de Sint-Stephanusparochie                               |
| Burgerhuizen                                                         |                                  |                       | Sint-Stevens-Woluwe | Leuvensesteenweg 81-83                               |                               | 215748  | Burgerhuizen                                                         |
| Burgerhuis                                                           |                                  |                       | Sint-Stevens-Woluwe | Leuvensesteenweg 96                                  |                               | 215749  | Burgerhuis                                                           |
| Villa                                                                |                                  |                       | Sint-Stevens-Woluwe | Leuvensesteenweg 135                                 |                               | 215750  | Villa                                                                |
| Dokterswoning                                                        |                                  |                       | Sint-Stevens-Woluwe | Leuvensesteenweg 179                                 |                               | 215751  | Dokterswoning                                                        |
| Gemeentehuis van Sint-Stevens-Woluwe en bijhorende gemeenteschool    |                                  |                       | Sint-Stevens-Woluwe | Leuvensesteenweg 196                                 |                               | 215752  | Gemeentehuis van Sint-Stevens-Woluwe en bijhorende gemeenteschool    |
| Herenhuis                                                            |                                  |                       | Sint-Stevens-Woluwe | Leuvensesteenweg 318                                 |                               | 215753  | Herenhuis                                                            |
| R.T.T.-gebouw                                                        |                                  |                       | Sint-Stevens-Woluwe | Hendrik Thumasplein 42                               |                               | 215755  | R.T.T.-gebouw                                                        |
| Burgerhuis                                                           |                                  |                       | Sint-Stevens-Woluwe | Hendrik Thumasplein 44                               |                               | 215756  | Burgerhuis                                                           |
| Beeld Witloofboeren                                                  |                                  |                       | Sint-Stevens-Woluwe | Sint-Stefaansstraat                                  |                               | 215757  | Beeld Witloofboeren                                                  |
| Sint-Elooiskapel                                                     |                                  |                       | Sint-Stevens-Woluwe | Smidstraat                                           |                               | 215758  | Sint-Elooiskapel                                                     |
| Wegkapel ter ere van Onze-Lieve-Vrouw                                |                                  |                       | Sint-Stevens-Woluwe | Ter Wilgen                                           |                               | 215759  | Wegkapel ter ere van Onze-Lieve-Vrouw                                |
| Oorlogsmonument                                                      |                                  |                       | Sterrebeek          | J.M. Derscheidlaan                                   |                               | 215872  | Oorlogsmonument                                                      |
| Hippodroom (gesloopt)                                                |                                  |                       | Sterrebeek          | du Roy de Blicquylaan                                |                               | 215930  | Hippodroom (gesloopt)                                                |
| Modernistische villa                                                 |                                  |                       | Sterrebeek          | Grote Geeststraat 15                                 |                               | 215961  | Modernistische villa                                                 |
| Boerenburgerhuis                                                     |                                  |                       | Sterrebeek          | Jagersstraat 45                                      |                               | 215962  | Boerenburgerhuis                                                     |
| Modernistische villa                                                 |                                  |                       | Sterrebeek          | J.M. Derscheidlaan 8                                 |                               | 216027  | Modernistische villa                                                 |
| Portierswoning                                                       |                                  |                       | Sterrebeek          | J.M. Derscheidlaan 2                                 |                               | 216028  | Portierswoning                                                       |
| Vrije basisschool                                                    |                                  |                       | Sterrebeek          | Kerkdries 18, 22                                     |                               | 216058  | Vrije basisschool                                                    |
| Vrije basisschool                                                    |                                  |                       | Sterrebeek          | Kerkdries 18, 22                                     |                               | 216058  | Vrije basisschool                                                    |
| Kapel Onze-Lieve-Vrouw ter Zege                                      |                                  |                       | Sterrebeek          | Museumlaan                                           |                               | 216075  | Kapel Onze-Lieve-Vrouw ter Zege                                      |
| Burgerhuis                                                           |                                  |                       | Sterrebeek          | Mechelsesteenweg 257-259                             |                               | 216076  | Burgerhuis                                                           |
| Burgerhuis                                                           |                                  |                       | Sterrebeek          | Mechelsesteenweg 257-259                             |                               | 216076  | Burgerhuis                                                           |
| Maalderij                                                            |                                  |                       | Sterrebeek          | Taymansstraat 28-30                                  |                               | 216077  | Maalderij                                                            |
| Dienstgebouw met personeelswoningen                                  |                                  |                       | Sterrebeek          | Tramlaan 492-498                                     |                               | 216081  | Dienstgebouw met personeelswoningen                                  |
| Heystvaartmolen                                                      |                                  |                       | Sterrebeek          | Tramlaan 478-484                                     |                               | 216082  | Heystvaartmolen                                                      |
| Interbellum villa                                                    |                                  |                       | Sterrebeek          | Windmolenlaan 32                                     |                               | 216083  | Interbellum villa                                                    |
| Kopie van de oorspronkelijke schandpaal                              |                                  |                       | Zaventem            | Hector Henneaulaan                                   |                               | 216084  | Kopie van de oorspronkelijke schandpaal                              |
| Levensdroom, beeld van Rik Poot                                      |                                  |                       | Zaventem            | Hector Henneaulaan 1                                 |                               | 216085  | Levensdroom, beeld van Rik Poot                                      |
| Oorlogsmonument                                                      |                                  |                       | Zaventem            | Hector Henneaulaan                                   |                               | 216086  | Oorlogsmonument                                                      |
| Kapel Onze-Lieve-Vrouw van Loreto                                    |                                  |                       | Zaventem            | Steenokkerzeelstraat                                 |                               | 216087  | Kapel Onze-Lieve-Vrouw van Loreto                                    |
| Burgerhuis                                                           |                                  |                       | Zaventem            | Alex Feldheimstraat 3                                |                               | 216202  | Burgerhuis                                                           |
| Burgerhuizen                                                         |                                  |                       | Zaventem            | Alex Feldheimstraat 16-18                            |                               | 216203  | Burgerhuizen                                                         |
| Fabrieksschoorsteen                                                  |                                  |                       | Zaventem            | Azalealaan 22                                        |                               | 216204  | Fabrieksschoorsteen                                                  |
| Villa Quitmann                                                       |                                  |                       | Zaventem            | Diegemstraat 37                                      |                               | 216205  | Villa Quitmann                                                       |
| Eenheidsbebouwing                                                    |                                  |                       | Zaventem            | Diegemstraat 43-49                                   |                               | 216206  | Eenheidsbebouwing                                                    |
| Villa                                                                |                                  |                       | Zaventem            | Diegemstraat 48-50                                   |                               | 216207  | Villa                                                                |
| Regionalistische groepsbebouwing                                     |                                  |                       | Zaventem            | Diegemstraat 143-153                                 |                               | 216208  | Regionalistische groepsbebouwing                                     |
| Papierfabriek Grellingen                                             |                                  |                       | Zaventem            | Fabrieksstraat 15                                    |                               | 216209  | Papierfabriek Grellingen                                             |
| Bijgebouw van de Tanneries de Saventhem                              |                                  |                       | Zaventem            | Fabrieksstraat 37                                    |                               | 216210  | Bijgebouw van de Tanneries de Saventhem                              |
| Leerlooierij Tanneries de Saventhem                                  |                                  |                       | Zaventem            | Fabrieksstraat 43                                    |                               | 216211  | Leerlooierij Tanneries de Saventhem                                  |
| Papierfabriek Papeteries de Saventhem                                |                                  |                       | Zaventem            | Fabrieksstraat 55, 59-63, Lambroekstraat 5, 9-13, 17 |                               | 216212  | Papierfabriek Papeteries de Saventhem                                |
| Personeelswoningen van de Papeteries de Saventhem                    |                                  |                       | Zaventem            | Fabrieksstraat 150-152                               |                               | 216213  | Personeelswoningen van de Papeteries de Saventhem                    |
| Villa Amélie Feldheim en Secundaire afdeling ZAVO                    |                                  |                       | Zaventem            | Groenstraat 13                                       |                               | 216214  | Villa Amélie Feldheim en Secundaire afdeling ZAVO                    |
| Café De Lantaarn                                                     |                                  |                       | Zaventem            | Grote Daalstraat 2                                   |                               | 216215  | Café De Lantaarn                                                     |
| Traditionele kern                                                    |                                  |                       | Zaventem            | Hector Henneaulaan 128                               |                               | 216216  | Traditionele kern                                                    |
| Winkelpand                                                           |                                  |                       | Zaventem            | Heldenplein 7, 8                                     |                               | 216217  | Winkelpand                                                           |
| Winkelpand                                                           |                                  |                       | Zaventem            | Heldenplein 17                                       |                               | 216218  | Winkelpand                                                           |
| Gemeenteschool met feestzaal                                         |                                  |                       | Zaventem            | Hoogstraat 50                                        |                               | 216219  | Gemeenteschool met feestzaal                                         |
| Burgerhuis                                                           |                                  |                       | Zaventem            | Hoogstraat 60                                        |                               | 216220  | Burgerhuis                                                           |
| Neobarok burgerhuis                                                  |                                  |                       | Zaventem            | Hoogstraat 62                                        |                               | 216221  | Neobarok burgerhuis                                                  |
| Burgerhuis ontworpen door Henri Doms                                 |                                  |                       | Zaventem            | J.B. Devlemincklaan 76                               |                               | 216222  | Burgerhuis ontworpen door Henri Doms                                 |
| Burgerhuis                                                           |                                  |                       | Zaventem            | Keibergstraat 27                                     |                               | 216223  | Burgerhuis                                                           |
| Burgerhuis                                                           |                                  |                       | Zaventem            | Kerkplein 4                                          |                               | 216224  | Burgerhuis                                                           |
| Neotraditioneel burgerhuis                                           |                                  |                       | Zaventem            | Kerkplein 11                                         |                               | 216225  | Neotraditioneel burgerhuis                                           |
| Arbeiderswoning                                                      |                                  |                       | Zaventem            | Kleine Daalstraat 16                                 |                               | 216226  | Arbeiderswoning                                                      |
| Gekoppelde woningen                                                  |                                  |                       | Zaventem            | Landbouwstraat 59-73                                 |                               | 216227  | Gekoppelde woningen                                                  |
| Arbeiderswoning                                                      |                                  |                       | Zaventem            | Lindenstraat 8                                       |                               | 216228  | Arbeiderswoning                                                      |
| Winkel-bedrijfspand uit het interbellum                              |                                  |                       | Zaventem            | Marktstraat 32                                       |                               | 216229  | Winkel-bedrijfspand uit het interbellum                              |
| Burgerhuis                                                           |                                  |                       | Zaventem            | Nijverheidsstraat 5-7                                |                               | 216230  | Burgerhuis                                                           |
| Bejaardenwoningen                                                    |                                  |                       | Zaventem            | Rustoorddreef 2,3,4,5,6,7,8 en 9                     |                               | 216231  | Bejaardenwoningen                                                    |
| Oud gemeentehuis van Zaventem                                        |                                  |                       | Zaventem            | Stationsstraat 8                                     |                               | 216232  | Oud gemeentehuis van Zaventem                                        |
| Arbeiderswoning                                                      |                                  |                       | Zaventem            | Stationsstraat 12                                    |                               | 216233  | Arbeiderswoning                                                      |
| Burgerhuis met bedrijfsgedeelte                                      |                                  |                       | Zaventem            | Stationsstraat 75-77                                 |                               | 216234  | Burgerhuis met bedrijfsgedeelte                                      |
| Burgerhuis                                                           |                                  |                       | Zaventem            | Stationsstraat 86                                    |                               | 216235  | Burgerhuis                                                           |
| Gekoppelde woningen                                                  |                                  |                       | Zaventem            | Steenokkerzeelstraat 43-45                           |                               | 216236  | Gekoppelde woningen                                                  |
| Electriciteitscentrale                                               |                                  |                       | Zaventem            | Steenokkerzeelstraat 58                              |                               | 216237  | Electriciteitscentrale                                               |
| Bedrijfscomplex                                                      |                                  |                       | Zaventem            | Vijverstraat 1, 1A                                   |                               | 216238  | Bedrijfscomplex                                                      |
| Villa Coppin met portierswoning                                      | Monument                         |                       | Zaventem            | Vilvoordelaan 2, Onderwijsstraat 3                   |                               | 216239  | Villa Coppin met portierswoning                                      |
| Burgerhuis met neo-Lodewijk XVI-elementen                            |                                  |                       | Zaventem            | Vilvoordelaan 4                                      |                               | 216240  | Burgerhuis met neo-Lodewijk XVI-elementen                            |
| Ensemble van dorpswoningen                                           |                                  |                       | Zaventem            | Vilvoordelaan 22-26                                  |                               | 216241  | Ensemble van dorpswoningen                                           |
| Burgerhuis                                                           |                                  |                       | Zaventem            | Watertorenlaan 25                                    |                               | 216242  | Burgerhuis                                                           |
| Villa in cottagestijl                                                | Monument                         |                       | Zaventem            | Watertorenlaan 30                                    |                               | 216243  | Villa in cottagestijl                                                |
| Eclectische villa                                                    |                                  |                       | Zaventem            | Watertorenlaan 34                                    |                               | 216244  | Eclectische villa                                                    |
| Gemeentelijke bibliotheek naar ontwerp van L. Engels                 |                                  | 1976                  | Zaventem            | Willem Lambertstraat 1A                              |                               | 216245  | Gemeentelijke bibliotheek naar ontwerp van L. Engels                 |
| Hoekpand                                                             |                                  |                       | Zaventem            | Willem Lambertstraat 38                              |                               | 216246  | Hoekpand                                                             |
| Fabrieksschoorsteen                                                  |                                  |                       | Zaventem            | Woluwestraat                                         |                               | 216247  | Fabrieksschoorsteen                                                  |
| Burgerhuis                                                           |                                  |                       | Zaventem            | Woluwestraat 1                                       |                               | 216452  | Burgerhuis                                                           |
| Afbakeningspaal Saventerloo                                          | Monument                         |                       | Nossegem            | Burggrachtstraat 1A                                  |                               | 216480  | Afbakeningspaal Saventerloo                                          |
| Graf van de beeldhouwer Pieter Braecke                               | Monument                         |                       | Zaventem            | Namenstraat 60                                       |                               | 306777  | Graf van de beeldhouwer Pieter Braecke                               |
| Graf van de beeldhouwer Oscar De Clerck                              | Monument                         |                       | Sint-Stevens-Woluwe | Sint-Stefaanstraat 73A                               |                               | 306779  | Graf van de beeldhouwer Oscar De Clerck                              |
| Grafteken Coppin-Van Geetsom                                         | Monument                         |                       | Zaventem            | Kerkhoflaan z.n.                                     |                               | 307070  | Grafteken Coppin-Van Geetsom                                         |
| Grafteken Derscheid                                                  |                                  |                       | Sterrebeek          | Burchtstraat                                         |                               | 307071  | Grafteken Derscheid                                                  |

### Bouwkundige gehelen
| Object                            | Erfgoedstatus? | Bouwjaar of architect | Deelgemeente        | Adres | Coördinaten | Nummer? | Afbeelding                        |
| --------------------------------- | -------------- | --------------------- | ------------------- | --- | ----------- | ------- | --------------------------------- |
| Tuinwijk Rode Cité                |                |                       | Zaventem            | Bosstraat 1-7 Olmenstraat 2-50 Platanenstraat 1-31 en 2-30 Populierenstraat 1-23 en 2-22 Tuinwijkstraat 80-98 Vilvoordelaan 97-131 Wilgenstraat 1-9 en 2-12 |             | 121970  | Tuinwijk Rode Cité                |
| Begraafplaats Sterrebeek          |                |                       | Sterrebeek          | Burchtstraat |             | 127098  | Begraafplaats Sterrebeek          |
| Begraafplaats Zaventem            |                |                       | Zaventem            | Kerkhoflaan |             | 127119  | Begraafplaats Zaventem            |
| Begraafplaats Sint-Stevens-Woluwe |                |                       | Sint-Stevens-Woluwe | Sint-Stefaansstraat |             | 127227  | Begraafplaats Sint-Stevens-Woluwe |